# Pierce Brosnan
Pierce Brendan Brosnan (Drogheda, Grofovija Louth, Irska, 16. svibnja 1953.), irsko-američki glumac i producent

## Životopis
Pierce Brosnan je rođen u Droghedi, County Louth, Irskoj i živio je u mjestu Navan, County Meath sve dok se nije preselio u Englesku u mlađoj životnoj dobi (što je kasnije objasnio jer je u svojim filmovima, uspješno igrao i Irce i Engleze). Njegov otac napustio je obitelj dok je Pierce bio dijete, i iako su se kasnije ponovno sreli, nikad nisu imali blizak odnos. Njegova najpopularnija uloga je svakako ona britanskog tajnog agenta James Bonda. Smrt njegove žene Cassandre Harris, ostavila ga je samohranim ocem s troje djece - Christopherom i Charlotte iz Cassandrina prva života, te Seanom. Nakon Cassandrine smrti, ponovno se oženio s Keely Shaye Smith, s kojom ima dvoje djece.

## Zanimljivosti
- visok je 185 cm.
- u braku s Cassandrom Harris bio je od 27. prosinca 1980. – 28. prosinca 1991.
- u braku s Keely Shaye Smith je od 4. kolovoza 2001. - danas.
- ima ožiljak na desnoj strani gornje usnice. Naime, udario ga je kaskader na snimanju filma "Sutra nikad ne umire".
- posvojio je djecu iz prvog braka svoje pokojne žene Cassandre, Charlotte (rođena 1972.) i Christophera (rođen 1973.), nakon što je njihov otac preminuo 1986.
- drži vlastitu produkcijsku kuću, "Irish DreamTime". Njihovo prvo izdanje je "The Nephew" (1998.)
- voli pecati na jezeru River Towy u Carmathenshire.
- treći je glumac koji je igrao lik Jamesa Bonda u više od dva filma, uz Rogera Moorea i Seana Connerya.
- 28. prosinca 1991., dan nakon njihove 11-e godišnjice braka, njegova žena, Cassandra Harris, preminula je u njegovim rukama. Umrla je od raka jajnika.
- u dobi od 11 godina, iako je bio dosta visok, i dalje je bio meta školskih nasilnika zbog toga što je bio Irac.
- klaustrofobičan je.
- sa svojom sadašnjom suprugom, ima tri sina; Seana Brosnana (rođen 1983.), Dylana Thomasa (rođen 1997.) i Paris Becketta (rođen 2001.).
- najomiljeniji filmovi iz ciklusa filmova o Jamesu Bondu su mu "Iz Rusije s ljubavlju" (From Russia With Love) i "Samo za tvoje oči" (For Your Eyes Only), a najneomiljeniji mu je "U službi njenog Veličanstva" (On Her Majesty's Secret Service).
- 23. rujna 2004. postao je američki građanin.
- bio je u prvotnoj postavi za ulogu Batmana/Bruce Waynea za film Batman.
- prestao je pušiti cigarete prije no što je "Sutra nikada ne umire" doživio svoju premijeru.

## Filmovi u kojima je nastupao
- "Caitlin" kao John Malcolm Brinnin (2008.)
- "Mamma Mia!" kao Sam Carmichael (2008.)
- "Married Life" kao Richard (2008.)
- "The November Man" kao nepoznata uloga (2007.)
- "The Topkapi Affair" kao Thomas Crown (2007.)
- "Butterfly on a Wheel" kao Tom Ryan (2007.)
- "Seraphim Falls" kao Gideon (2006.)
- "Matador" kao Julian Noble (2005.)
- "Nakon sumraka" (After the Sunset) kao Max Burdett (2004.)
- "Pravila privlačnosti" (Laws of Attraction) kao Daniel Rafferty (2004.)
- "Umri drugi dan" (Die Another Day) kao James Bond (2002.)
- "Evelyn" kao Desmond Doyle (2002.)
- "Krojač Paname" (The Tailor of Panama) kao Andrew "Andy" Osnard (2001.)
- "Svijet nije dovoljan" (The World Is Not Enough) kao James Bond (1999.)
- "Siva sova" (Grey Owl) kao Archie Grey Owl (1999.)
- "The Match" kao John MacGhee (1999.)
- "Afera Thomasa Crowna" (The Thomas Crown Affair) kao Thomas Crown (1999.)
- "Nećak" (The Nephew) kao Joe Brady (1998.)
- "Quest for Camelot" kao kralj Arthur (1998.)
- "Sutra nikad ne umire" (Tomorrow Never Dies) kao James Bond (1997.)
- "Robinson Crusoe" kao Robinson Crusoe (1997.)
- "Danteov vrh" (Dante's Peak) kao Harry Dalton (1997.)
- "Mars napada" (Mars Attacks!) kao Donald Kessler (1996.)
- "Ogledalo s dva lica" (The Mirror Has Two Faces) kao Alex (1996.)
- "Zlatno oko" (GoldenEye) kao James Bond (1995.)
- "Noćna straža" (Night Watch) kao Michael "Mike" Graham (1995.)
- "Ljubavna afera" (Love Affair) kao Ken Allen (1994.)
- "Ne pričaj sa strancima" (Don't Talk to Strangers) kao Patrick Brody (1994.)
- "Slomljeni lanac" (The Broken Chain) kao Sir William Johnson (1993.)
- "Tatica u suknji" (Mrs. Doubtfire) kao Stuart "Stu" Dunmeyer (1993.)
- "Vlak smrti" (Death Train) kao Michael "Mike" Graham (1993.)
- "Entangled" kao Garavan (1993.)
- "Live Wire" kao Danny O'Neill (1992.)
- "Čovjek kosilica" (The Lawnmower Man) kao Dr. Lawrence Angelo (1992.)
- "Žrtva ljubavi" (Victim of Love) kao Paul Tomlinson (1991.)
- "Murder 101" kao Charles Lattimore (1991.)
- "Mister Johnson" kao Harry Rudbeck (1990.)
- "The Heist" kao Neil Skinner (1989.)
- "The Deceivers" kao William Savage (1988.)
- "Taffin" kao Mark Taffin (1988.)
- "Četvrti protokol" (The Fourth Protocol) kao Valeri Petrofsky/James E. Ross (1987.)
- "Remington Steele: The Steele That Woludn't Die" kao Remington Steele (1987.)
- "Nomads" kao Jean Charles Pommier (1986.)
- "The Mirror Crack'd" kao Jamie (1980.)
- "The Long Good Friday" kao Irac (1980.)
- "Resting Rough" kao nepoznata uloga (1979.)
- "Murphy's Stroke" kao Edward O'Grady (1979.)

## Serije u kojima je nastupao
- "The Heritage Minute" kao Archie Grey Owl (1998.)
- "Running Wilde" kao Wilde (1992.)
- "Put oko svijeta u 80 dana" (Around the World in 80 days) kao Phileas Fogg (1989.)
- "Noble House" kao Ian Dunross (1988.)
- "Remington Steele" kao Remington Steele (1982. – 1987.)
- "Slučajni partneri" (Moonlighting) kao Remington Steele (1987.)
- "Nancy Astor" kao Robert "Bob" Gould Shaw (1982.)
- "Play For Today" kao nepoznata uloga (1982.)
- "The Manions of America" kao Rory O'Manion (1981.)
- "Hammer House of Horror" kao posljednja žrtva (1980.)
- "The Professionals" kao Radio (1980.)

## Nagrade i nominacije
Dobitnik nagrade Saturn u kategoriji najboljeg glumca (na filmu), za film Sutra nikada ne umire (eng. Tomorrow Never Dies) iz 1997. godine.

## Vanjske poveznice
|  | Zajednički poslužitelj ima još gradiva o temi Pierce Brosnan |
|  | Wikicitati imaju zbirke citata o temi Pierce Brosnan         |

- Pierce Brosnan u internetskoj bazi filmova IMDb-u (engl.)